# Luigi Piergiovanni
Luigi Piergiovanni (Roma, 5 marzo 1954) è un produttore discografico italiano.
È general manager della casa discografica Interbeat dal 1979 e ha fatto parte del direttivo dell'Associazione fonografici italiani (AFI).
È stato uno dei più importanti produttori/autori della Italo Dance degli anni '80.
Per tre anni è stato selezionatore per Lazio e Umbria dell'Accademia di Sanremo. Il primo anno produsse la siciliana Elisa Nocita, seconda classificata; il secondo produsse l'abruzzese Federica Tanzilli che vinse, ma la partecipazione della Tanzilli al Festival di Sanremo venne tramutata in una presenza al Dopofestival. Il terzo ed ultimo anno portò fino alla finale Tiziano Ferro.
Piergiovanni è poliomielitico da quando aveva quattro anni. Come ama ripetere spesso: "L'invenzione del MIDI per me è stata un miracolo".
Dal 2004 realizza cd con lo pseudonimo di Rosybyndy.
Nel 2018 ha fondato il gruppo di improvvisazione totale elettro-vocale Marasma Gandhi.
Nel 2021 crea il suo marchio HIPULP!
Nel 2024 esce il suo libro "Pensieri, parole e ricordi di un disabile felice"

## Opere
Come produttore
Gronge - Marilyn - Tiziana Rivale - Leopoldo Mastelloni - Camomilla - Russell Russell - Ladri di Carrozzelle - Pino Pavone - Patrizia Pellegrino - Mirella Felli - Rovescio della Medaglia - Dorian Gray - Donatella Moretti - Dino Rocchi - Flavio Giurato - Faust'O (Fausto Rossi) - Mr. Igor- Ugo Mazzei - Lohren - Gerardo Balestrieri - Fabio Criseo - Deudia - Roxy Rain - Silvia Mezzanotte - Bizzarro - Thesardine - Stefano Rosso -   
Come discografico
Richie Havens - Dee D. Jackson - Stefano Rosso - Il Giardino dei Semplici - Après La Classe - Edoardo Vianello - Tony Cercola - The Primitives - Riccardo Azzurri - Max Stopponi - Cosmica - Roulette Cinese - Edoardo Bennato
Come editore
Oltre 2500 brani tra cui Ancora in volo (Al Bano - Sanremo 1999) – Per Silvia (José Carreras - The Best of Carreras).
Come autore
Oltre 600 brani. 
Ha scritto per: Tiziana Rivale, Donatella Moretti, Silvia Mezzanotte, Le Camomilla, Marylin.
Come studio: Almamegretta - Scialpi - Massimo Ranieri - Agricantus - Amedeo Minghi - Kunsertu - Patty Pravo - Amii Stewart.
Sigle tv: Dancemania - Più sani più belli - Girofestival.
Sigle telefilm: Rin Tin Tin - Giorno per Giorno.
Spot pubblicitari: Rover Italia - Fiat Panda - Mobil Oil.
Colonne Sonore: Deliria, di Michele Soavi - Marina una moglie così perbene, di Luca Damiano - Sconnessi, di Christian Marazziti - Pertini Il combattente, di Graziano Diana e Giancarlo De Cataldo - Se esiste un aldilà sono fottuto, di Simone Isola e Fausto Trombetta.